# Кришчансбург (Охајо)
Кришчансбург (енгл. Christiansburg) град је у америчкој савезној држави Охајо.

## Демографија
По попису из 2010. године број становника је 526, што је 27 (-4,9%) становника мање него 2000. године.
| Група             | 2000.       | 2010.       |
| Белци             | 546 (98,7%) | 504 (95,8%) |
| Афроамериканци    | 2 (0,4%)    | 0 (0,0%)    |
| Азијати           | 2 (0,4%)    | 1 (0,2%)    |
| Хиспаноамериканци | 1 (0,2%)    | 7 (1,3%)    |
| Укупно            | 553         | 526         |